# Nes Cijona
Nes Cijona (hebrejsky נֵס צִיּוֹנָה‎, v oficiálním přepisu do angličtiny Nes Ziyyona, přepisováno též Nes Ziona) je město ležící v Centrálním distriktu Státu Izrael. K roku 2015 zde žilo 46 900 obyvatel.

## Etymologie

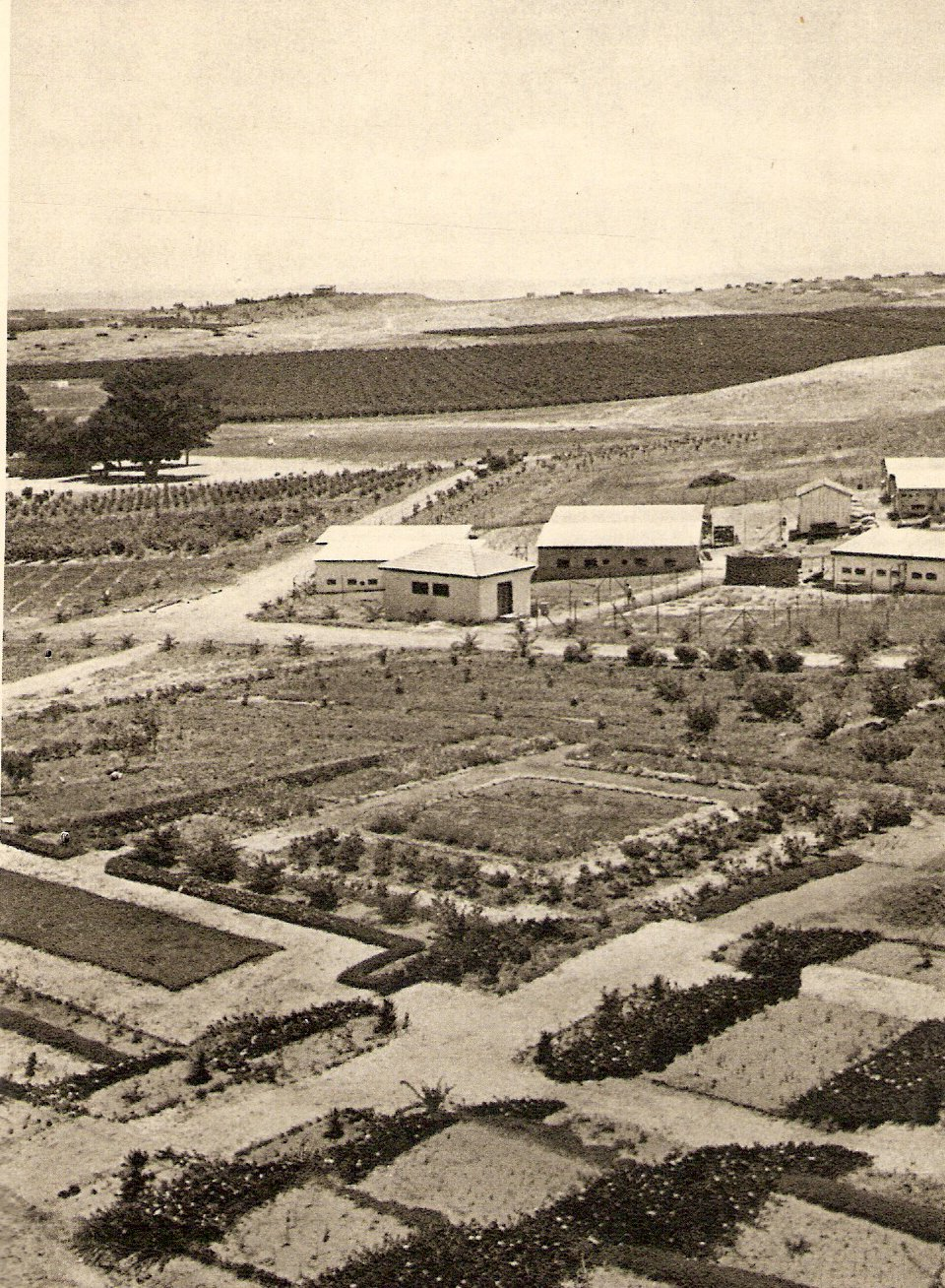
Osada Nes Cijona, 1934

Jméno města znamená v překladu „korouhev na Sijón“ a je zmíněno ve verši proroka Jeremjáše:
| „              | Vztyčte korouhev na Sijónu! Bez prodlení prchněte do bezpečí! Od severu přivedu zlo a velikou zkázu. | “ |
| — Jeremjáš 4:6 | |   |

## Dějiny
Nes Cijona byla založena roku 1883. Během arabského povstání v tehdejší mandátní Palestině došlo v Nes Cijoně 28. června 1936 k útoku, při kterém byl jeden Žid vážně zraněn Araby. Další tři Židé zde byli zabiti při pokračujících arabských útocích roku 1937.
Nes Cijona, která byla dříve zemědělskou osadou, je dnes magnetem pro obyvatele Tel Avivu, kteří hledají bydlení mimo své město. Venkovský charakter Nes Cijony ale má být zachován díky územnímu plánu, který zakazuje výstavbu mrakodrapů a budov větších než osm pater.

## Geografie
Nachází se jižně od Tel Avivu v rovinaté pobřežní planině. Leží v nadmořské výšce 34 m.

## Ekonomika

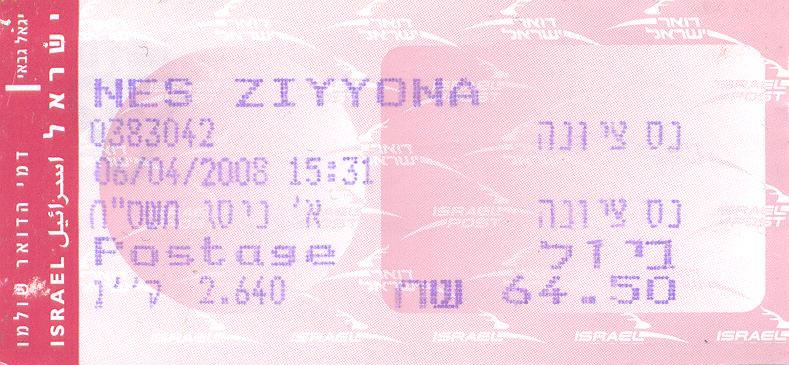
Poštovní známka z města Nes Cijona

Podle Izraelského centrálního statistického úřadu (CBS) bylo v roce 2000 ve městě 9 696 osob pobírající mzdu a 810 osob samostatně výdělečně činných.
Průměrná měsíční mzda v roce 2000 činila 6 954 šekelů. Průměrná měsíční mzda mužů činí[kdy?] 9 034 šekelů oproti 4 910 šekelů průměrné měsíční mzdy žen. Průměrný měsíční příjem osob samostatně výdělečně činných je 7 687 šekelů.
V roce 2000 celkem 458 osob pobíralo státní podporu v nezaměstnanosti a 960 osob pobíralo nějaký druh sociálního benefitu.
Ve městě Nes Cijona sídlí Izraelský institut pro biologický výzkum, přísně tajný chemicko-biologický obranný výzkumný ústav, který zaměstnává 350 osob.

Nachází se zde také Kirjat Weizmann Science Park, což je středisko soustřeďující hi-tech a biotechnologické firmy. Mezi společnosti nacházející se v tomto parku patří například:
- Teva Pharmaceutical Industries
- BioTechnology General
- Indigo
- Elbit
- IBM
- D-Pharm
- QBI
- XTL
- Pharmos
- Nova Measuring Instruments

## Demografie
Složení obyvatelstva je etnicky jednolité. Podle údajů z roku 2009 tvořili naprostou většinu obyvatel Židé – přibližně 37 300 osob (včetně statistické kategorie „ostatní“, která zahrnuje nearabské obyvatele židovského původu, ale bez formální příslušnosti k židovskému náboženství, přilibžně 38 000 osob). K 31. prosinci 2015 zde žilo 46 900 lidí.
| Rok  | Obyvatelé |
| ---- | --------- |
| 1948 | 2 355     |
| 1949 | 5 580     |
| 1950 | 6 500     |
| 1951 | 8 714     |
| 1952 | 9 500     |
| 1953 | 9 500     |
| 1954 | 10 000    |
| 1955 | 10 500    |
| 1956 | 10 800    |
| 1957 | 11 000    |
| 1958 | 11 000    |
| 1959 | 11 000    |

| Rok  | Obyvatelé |
| ---- | --------- |
| 1960 | 10 900    |
| 1961 | 11 100    |
| 1962 | 11 200    |
| 1963 | 11 600    |
| 1964 | 11 800    |
| 1965 | 12 000    |
| 1966 | 12 000    |
| 1967 | 12 000    |
| 1968 | 11 900    |
| 1969 | 12 003    |
| 1970 | 12 100    |
| 1971 | 12 200    |

| Rok  | Obyvatelé |
| ---- | --------- |
| 1972 | 11 700    |
| 1973 | 12 000    |
| 1974 | 12 700    |
| 1975 | 12 900    |
| 1976 | 13 100    |
| 1977 | 13 200    |
| 1978 | 13 500    |
| 1979 | 13 700    |
| 1980 | 14 000    |
| 1981 | 14 100    |
| 1982 | 14 600    |
| 1983 | 15 200    |

| Rok  | Obyvatelé |
| ---- | --------- |
| 1984 | 16 000    |
| 1985 | 16 200    |
| 1986 | 16 900    |
| 1987 | 17 800    |
| 1988 | 18 600    |
| 1989 | 19 300    |
| 1990 | 20 800    |
| 1991 | 21 500    |
| 1992 | 21 700    |
| 1993 | 21 800    |
| 1994 | 22 000    |
| 1995 | 21 897    |

| Rok  | Obyvatelé |
| ---- | --------- |
| 1996 | 21 911    |
| 1997 | 22 166    |
| 1998 | 22 902    |
| 1999 | 23 900    |
| 2000 | 24 647    |
| 2001 | 25 329    |
| 2002 | 25 800    |
| 2003 | 26 500    |
| 2004 | 27 800    |
| 2005 | 29 300    |
| 2006 | 31 000    |
| 2007 | 32 500    |

| Rok  | Obyvatelé |
| ---- | --------- |
| 2008 | 36 100    |
| 2009 | 38 100    |
| 2010 | 39 100    |
| 2011 | 41 300    |
| 2012 | 43 000    |
| 2013 | 44 800    |
| 2014 | 45 800    |
| 2015 | 46 900    |
| 2016 | 48 200    |
| 2017 | 49 100    |
| 2018 | 50 200    |

## Školství
Podle CBS se ve městě k roku 2001 nachází 14 škol a celkem 5019 studentů: 10 základních škol s 2821 žáky a 4 střední školy s 2 198 studenty. 62,9 % studentů dvanáctého ročníku absolvovalo v roce 2001 maturitu.

## Partnerská města
Nes Cijona má následující partnerská města:
- Alatri, Lazio, Itálie
- Čching-tao, Šan-tung, Čína (1997)
- Freiberg, Sasko, Německo (1996)
- Le Grand-Quevilly, Normandie, Francie
- Solingen, Severní Porýní-Vestfálsko, Německo (1986)

## Fotogalerie

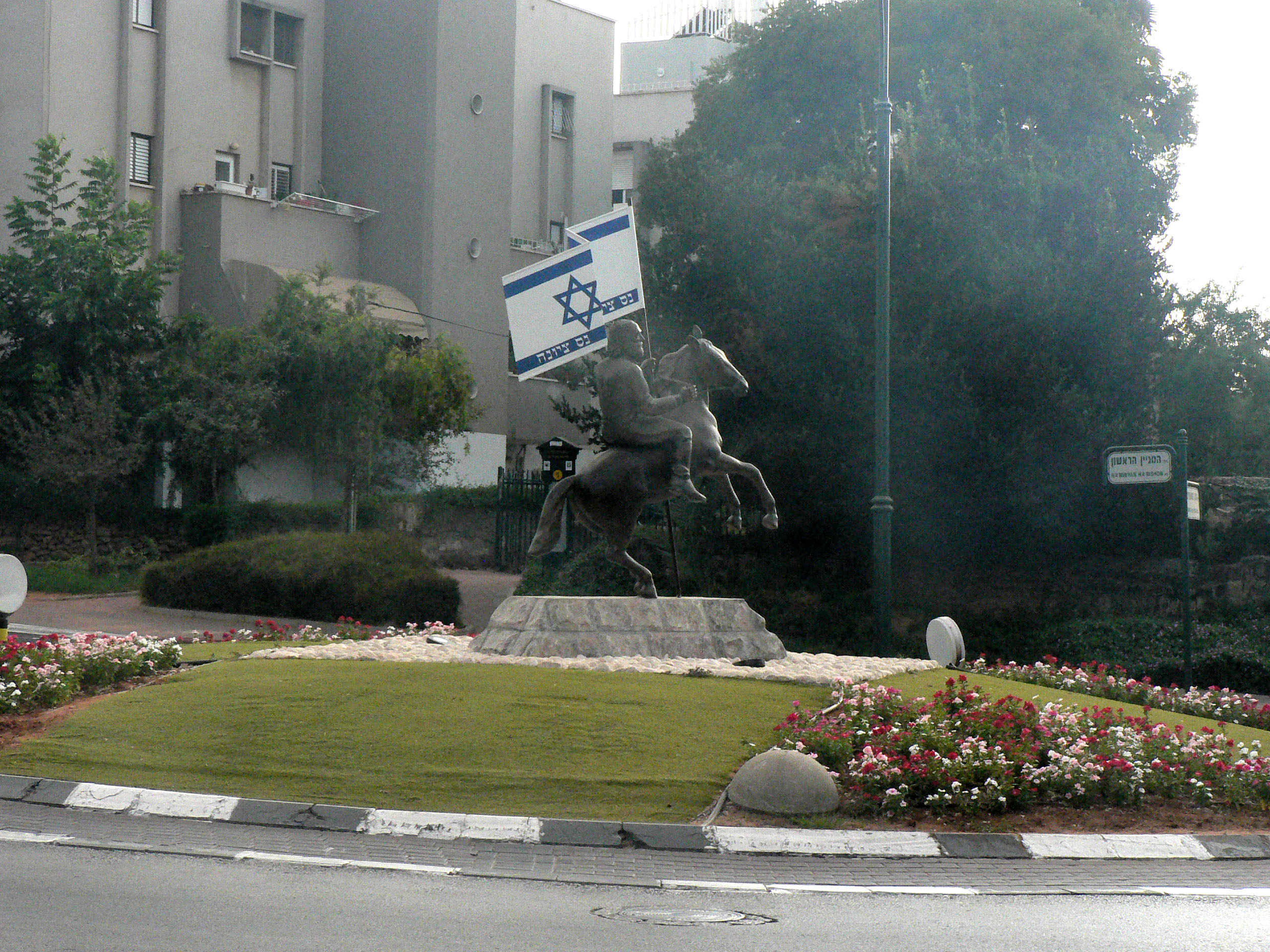
Památník
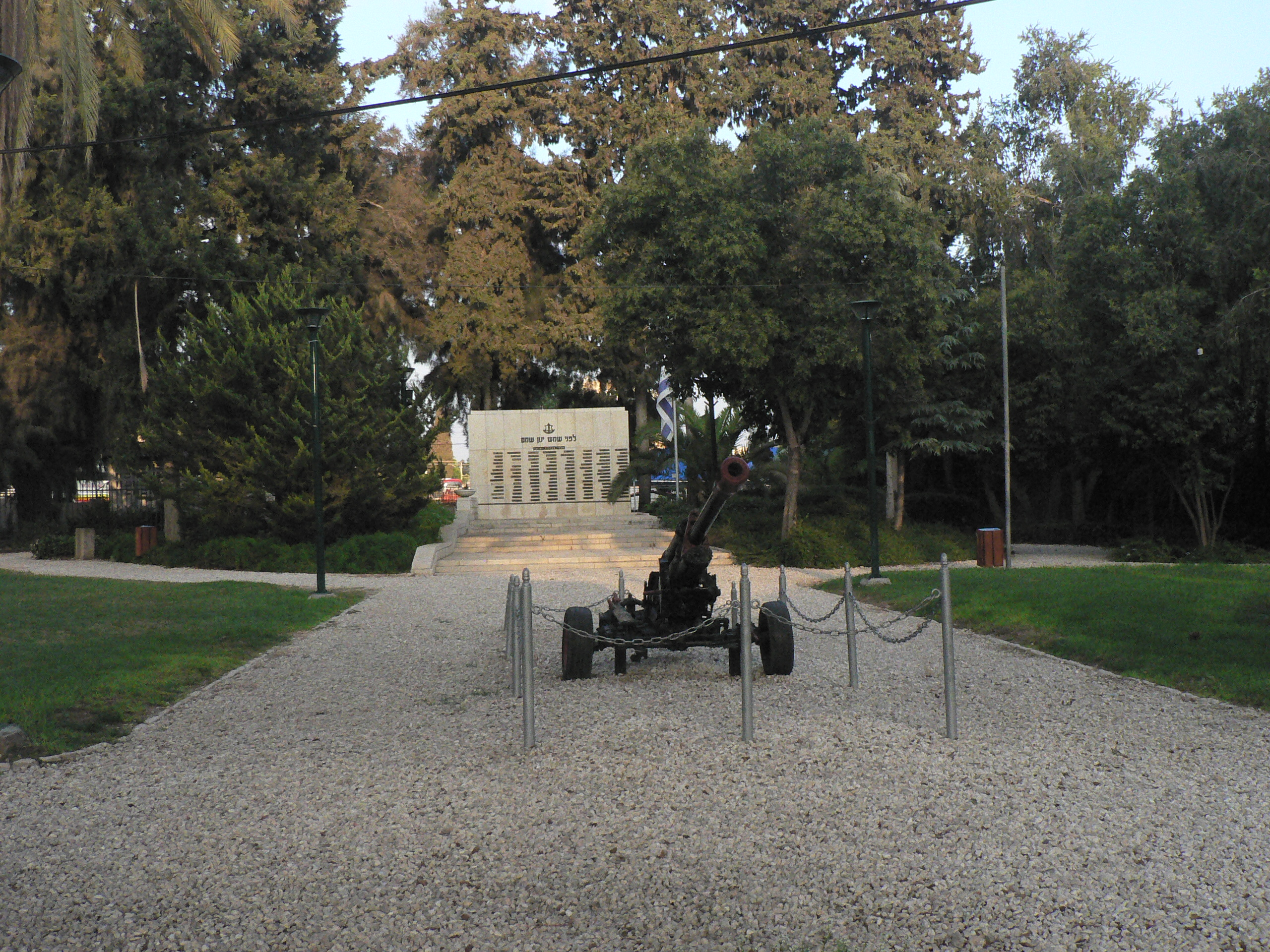
Zahrada hrdinů (Hero's Garden)
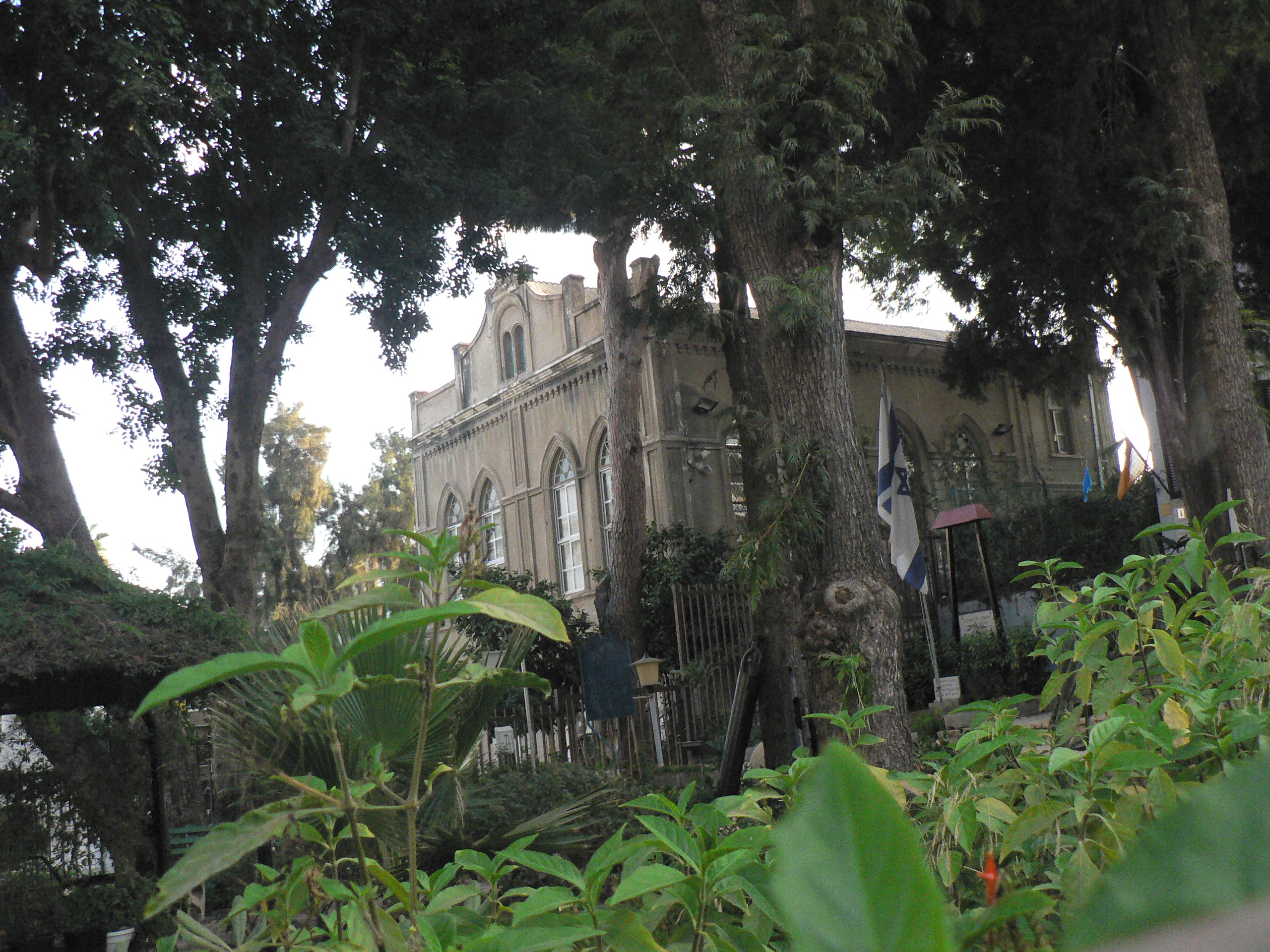
Synagoga Rišonim
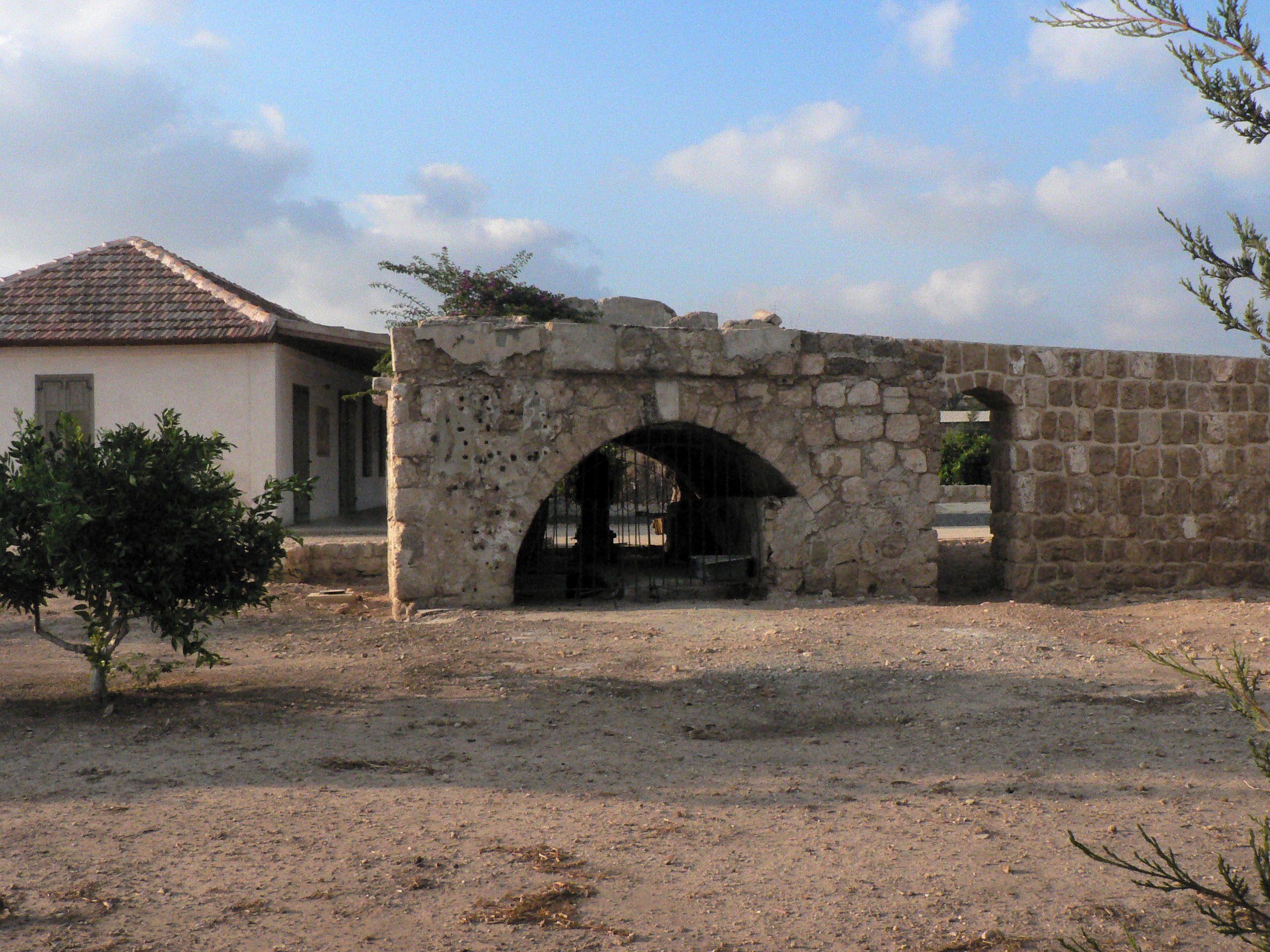
Lerer Mansion